# Хабинейёган
Хабинейёган (устар. Хабиней-Юган) — река в Шурышкарском районе Ямало-Ненецкого АО. Устье реки находится в 188 км от устья Сыни по левому берегу. Высота устья — 32 м над уровнем моря. Длина реки составляет 55 км.
В 20 км по левому берегу впадает река Антипаю, в 26 км по правому — Хасовейёган.

## Данные водного реестра
По данным государственного водного реестра России, относится к Нижнеобскому бассейновому округу, водохозяйственный участок реки — Обь от впадения реки Северная Сосьва до города Салехард, речной подбассейн реки — бассейны притоков Оби ниже впадения Северной Сосьвы. Речной бассейн реки — Нижняя Обь от впадения Иртыша.
Код объекта в государственном водном реестре — 15020300112115300030077.